# Horacio Piña
Horacio Piña García (12 de marzo de 1945, Matamoros Coahuila) es un beisbolista mexicano, ex lanzador relevista derecho, que jugó 8 temporadas en 7 equipos de Grandes Ligas de Béisbol, logrando participar en el equipo campeón de la serie mundial en 1973 con los Atléticos de Oakland. También jugó en la Liga Mexicana y Mexicana del Pacífico. De apodo “El ejote”, Horacio medía 1,90 m de altura y 80 kg. Es el 18avo mexicano en llegar a Grandes Ligas, el segundo en llegar una serie mundial y el primer coahuilense (después vinieron Andrés Mora en 1976 y Joakim Soria en 2007) en Grandes Ligas y el primero de nueve con anillo de campeón del mundo. Miembro del Salón de la Fama del Béisbol Mexicano.

## Grandes ligas
Participó en el beisbol de Estados Unidos entre 1968 y 1978. En una carrera de ocho temporadas, Piña registró un récord de 23-23 con efectividad de 3.25, 278 ponches, y 38 salvamentos en 314 juegos. En tres juegos de postemporada tuvo una efectividad perfecta de 0.00 en cinco entradas. 
Piña llegó a las ligas mayores el 14 de agosto de 1968 con los Indios de Cleveland, pasando dos años con ellos antes de pasar a los Senadores de Washington (1970) Rangers de Texas (1972), Atléticos de Oakland (1973), Cachorros de Chicago (1974), Angelinos de California (1974) y Filis de Filadelfia (1978).Su temporada más productiva fue en 1972 con los Rangers, que estaban en el último lugar, con 15 salvamentos, 60 ponches y 60 juegos lanzados. 
Fue trasladado a los Atléticos de Oakland el 1 de diciembre de 1972, donde tuvo una marca de 6-3, con 8 salvamentos y 2.76 de efectividad en 88 entradas, logrando la Serie de Campeonato de la Liga Americana y participando en 2 juegos y 3 entradas para hacerse del Campeonato de la Serie Mundial. Fue traspasado de los Atléticos a los Cachorros el 3 de diciembre de 1973.

## Liga Mexicana de Béisbol
Antes de irse con los Pericos de Puebla en 1962 recomendado por el buscador Nazario Moreno, estuvo con el equipo de la Paletería Galindo, su primer equipo, pero al no tener oportunidades de lanzar, se fue con los Siderúrgicos de Monclova en la Liga Norte de Coahuila bajo Tomás Martell dos veces, hasta que el manejador Chito García le dio la oportunidad en 1967 para lanzar su primer juego en Guadalajara y ganarlo y obtener 16 triunfos esa temporada. También estuvo con ellos en 1968. Piña lanzó un juego sin hits en 1975 y el segundo juego perfecto de la liga el 12 de julio de 1978, ante 25,000 aficionados en el parque Romo Chávez de los Rieleros de Aguascalientes contra los Diablos Rojos. Registró un récord de 21-4 y campeón de efectividad de 1,94 ese año. 

## Liga Mexicana del Pacífico
Ganó 82 partidos, con 46.1 entradas consecutivas sin permitir hit, Jugó 12 temporadas con los Tomateros de Culiacán de Juan Manuel "Chino" Ley, para 75-40 con 5 salvados y tres campeonatos, con 2.43 de efectividad solo atrás de Vicente “Huevo” Romo. Luego pasó a Águilas de Mexicali. Estuvo también con Ostioneros de Guaymas. Jugó la serie del Caribe 1978 en Mazatlán.

## Reconocimientos
En Matamoros una liga y una unidad deportiva llevan su nombre. Un busto está colocado ahí. El número 33 que uso con tomateros fue retirado. Una unidad deportiva y una liga de béisbol llevan su nombre.
Piña ingresó al Salón de la Fama del Béisbol Profesional Mexicano en 1988.Se casó y tuvo 7 hijos.